# Електронний маркетинг із уст в уста
Електронний маркетинг із уст в уста (англ. Virtual Marketing, Electronic WOM — eWOM) маркетинг eWOM — різновид маркетингу із уст в уста в інтернеті. Ідея маркетингу WOM застосовується в інтернеті і набуває поняття е-маркетингу із уст в уста (eWOM). Електронний марктетинг із уст в уста є сучасним трендом в інформаційних технологіях. eWOM стосується більше розвитку інтернет-маркетингу.

## Зміст eWOM
Рухаючись на крок вперед eWOM має більший вплив, оскільки використовуючи сучасні технології людина має доступ до інформації, яка написана будь-якою іншою людиною в іншій точці земної кулі. Відрізняються засоби масової інформації, які застосовуються у маркетингу WOM та eWOM. 
Як правило, eWOM формується на рекомендаціях, публікаціях (англ. shares), вподобаннях (англ. likes) і коментарях. Коментарі можливо класифікувати за позитивною аба негативною інформацією, та за змістом:
- інформаційні запити;
- досвід використання;
- питання ділової практики;
- коментарі, які стосуються нових продуктів.

Коментарі в електронному варіанті можуть зазначатися споживачами на офіційному сайті компанії, як коментарі щодо продуктів або послуг компанії, тобто бути публічними (елемент зв'язків з громадськістю, англ. Public Relations або PR) або коментарі, які надаються як відгук щодо сервісу та продуктів компанії засобами оф-лайн та он-лайн зв'язку (елемент маркетингових досліджень).

## Порівняння WOM та eWOM
| Позиція | Тип                                                                    | WOM або eWOM |
| ------- | ---------------------------------------------------------------------- | ------------ |
| 1       | Рекомендації від людей, які знають один одного                         | WOM або eWOM |
| 2       | Сайти брендів                                                          | eWOM         |
| 3       | Думка споживачів, яка викладена в інтернеті                            | eWOM         |
| 4       | Спонсорство бренду                                                     | WOM або eWOM |
| 5       | Контект, як статті в друкованих засобах інформації (журналах, газетах) | WOM          |
| 6       | Розсилка, на яку підписався споживач                                   | eWOM         |

Головним каналом взаємодії в eWOM є соціальні мережі. Ефект "вірусного маркетингу" в eWOM має більший потенціал.
Зв'язок в каналах WOM та eWOM має однаковий напрямок звернення: один до одного, один до багатьох, багатьох до багатьох. При особистому спілкуванні інформація передається в усному форматі, в електронному вигляді інформація передається письмово. Письмовий звернення (відгук) вважається більш ефективним, оскільки змушує користувачів більш точно описувати продукти та бренд, через ефект самовдосконалення.
Разом з тим, офлайн та онлайн комунікація є взаємодоповнюючою і обидва канали WOM та eWOM є важливими для "шляху покупця".

## Ключові змінні eWOM
Ключовими змінними eWOM є:
- Довіра
- Достовірність
- Переконливість

Ключові змінні eWOM взаємопов'язані та не можуть існувати окремо одна від одної.
1. Гендер є стримуючим фактором в он-лайн довірі і намірах здійснювати покупки онлайн. Жінки надають перевагу чуйній участі (реальна розмова, в якій є взаємодія між коментарями), тоді як чоловіки приділяють більше увагу можливості розміщувати онлайн-контент.
2. Чинники, які впливають на достовірність:
  - візуальні підказки;
  - корисність;
  - соціальні зв'язки;
  - інтернет співтовариство;
  - різні думки;
  - факти, які підтверджені цифрами;
  - споживчий огляд.
3. Коли мова йде про переконливість впливовість відіграє значну роль. Таким чином, ступінь впливовості оглядача безпосередньо впливає на споживчу поведінку послідовників та недовірливих покупців.

## Засоби для просування товарів і послуг в інтернет
Побудова електронного маркетингу для просування товарів і послуг в інтернеті включає:
- створення власного сайту;
- використання контекстної реклами з оплатою за перехід: розміщення реклами на сайдбарах, придбання реклами в Google Ad Words, розміщення реклами на власному сайті;
- використання каналу You Tube (якісне відео про організацію, рекламний огляд продукції, створення каналу з вирішення професійних питань);
- активність на форумах та блогах;
- розсилання рекламної інформації електронною поштою;
- реєстрація у соціальних мережах (можливість проведення конкурсів, опитувань, створення цікавих постів);
- привернення уваги споживачів завдяки оригінальним фото, наприклад в Pinterest чи instagram;
- online-опитування, що дає можливість одержати поточну інформацію про ставлення споживачів до компанії, а також до її товарів і послуг;
- використання реклами у відеоблогерів.